# أبو الرازي محمد بن عبد الحميد
أبو الرازي محمد بن عبد الحميد (توفي عام 829) كان حاكمًا لليمن في القرن التاسع في عهد الخلافة العباسية.

## الحياة المهنية
مولى الخليفة المأمون (حكم 813–833)، عُيّن أبو الرازي نائبًا لمحافظ البصرة نيابةً عن صالح بن الرشيد في حوالي 819، بعد عودة الخليفة من خراسان إلى بغداد. في حوالي عام 828 م عينه المأمون حاكمًا على اليمن، وقاد جيشًا إلى المحافظة للتعامل مع المتمردين أحمر العين. وعند وصوله إلى صنعاء تلقى طلبًا من المتمردين بالعفو، والذي تم قبوله في البداية، لكنه قرر بعد ذلك اعتقال أحمر العين وإرساله مكبلًا إلى الخليفة في بغداد.
وبعد فترة وجيزة من تعامله مع أحمر العين، واجه أبو الرازي ثورة أخرى في المرتفعات الجنوبية من البلاد، على يد الحميري إبراهيم بن أبي جعفر المناخي. فقرر الحاكم التقدم نحو إبراهيم ومهاجمته، لكنه في الاشتباك الذي نتج عنه هزم وقُتل. وبعد وفاة أبي الرازي، شرع إبراهيم في نهب الجند، بينما اُختِير إسحاق بن العباس بن محمد الهاشمي واليًا جديدًا.

### الأعمال المذكورة
- Bikhazi، Ramzi J. (1970). "Coins of al-Yaman 132-569 A.H." Al-Abhath. ج. 23: 3–127. مؤرشف من الأصل في 2023-04-08. اطلع عليه بتاريخ 2016-06-04.
- Al-Mad'aj، Abd al-Muhsin Mad'aj M. (1988). The Yemen in Early Islam (9-233/630-847): A Political History. London: Ithaca Press. ISBN:0863721028. مؤرشف من الأصل في 2022-12-30.
- Al-Tabari، Abu Ja'far Muhammad ibn Jarir (1987). Yar-Shater، Ehsan (المحرر). The History of al-Ṭabarī, Volume XXXII: The Reunification of the 'Abbasid Caliphate. Trans. Clifford Edmund Bosworth. Albany, NY: State University of New York Press. ISBN:0-88706-058-7. مؤرشف من الأصل في 2023-04-23.
- Van Arendonk، Cornelius (1919). De Opkomst Van Het Zaidietische Imamaat in Yemen. Leiden: E.J. Brill. ISBN:0863721028.
- Al-Ya'qubi، Ahmad ibn Abu Ya'qub (1883). Houtsma، M. Th. (المحرر). Historiae, Vol. 2. Leiden: E. J. Brill. مؤرشف من الأصل في 2023-06-03.

| المناصب السياسية  | المناصب السياسية            | المناصب السياسية             |
| ----------------- | --------------------------- | ---------------------------- |
| سبقه محمد بن نافع | والٍ عباسي على اليمن 828–829 | تبعه إسحاق بن العباس الهاشمي |